# Silenci (novel·la)
Silenci (沈黙 chinmoku) és una novel·la japonesa del 1966 de ficció històrica escrita per Shūsaku Endō. Narra la història d'un missioner jesuïta enviat al Japó al segle XVII que patí persecució en l'època dels kakure kirishitan (cristians amagats) que se seguí de la derrota de la rebel·lió Shimabara el 1637. Guanyà el Premi Tanizaki. Està escrita en part en forma d'una carta del seu personatge central, el tema d'un Déu silenciós que acompanya un creient en l'adversitat fou molt influenciat per l'experiència catòlica d'Endō de la discriminació religiosa al Japó, el racisme a França i la debilitant tuberculosi.

## Argument
Un jove jesuïta portuguès, Sebastião Rodrigues (basat en el personatge històric Giuseppe Chiara) és enviat al Japó per socórrer l'església local i investigar les denúncies que el seu mentor, el pare Cristóvão Ferreira, ha comès apostasia. Ferreira és una figura històrica, que apostatà després de ser torturat i més endavant es casà amb una japonesa i escrigué un tractat contra el cristianisme.
El Pare Rodrigues i el seu company el Pare Francisco Garrupe arriben al Japó el 1638. Allà es troben amb la població cristiana local en la clandestinitat. Els funcionaris de seguretat obliguen els sospitosos de ser cristians a trepitjar els fúmies, que eren imatges de Crist i de la Mare de Déu. Els qui es negaven eren empresonats i assassinats, penjats cap per avall sobre un pou i dessagnats a poc a poc. Aquells cristians que trepitjaven les imatges per viure ocults estaven profundament avergonyits per llur acte d'apostasia. La novel·la narra les tribulacions dels cristians i la creixent penúria patida per Rodrigues, que aprèn més sobre les circumstàncies de l'apostasia de Ferreira. Finalment, Rodrigues és traït per Judas Kaichijiro.

## Recepció
Silenci rebé el Premi Tanizaki a la millor literatura de l'any. També ha estat objecte d'una àmplia anàlisi. William Cavanaugh es refereix a la novel·la com d'una «ambigüitat moral profunda» a causa de la representació d'un Déu que «ha optat per no eliminar el patiment, sinó a patir amb la humanitat».
Endō, al seu llibre Una vida de Jesús, afirma que la cultura japonesa s'identifica amb «un que pateix amb nosaltres» i que «permet la nostra debilitat» i així «amb aquest fet sempre al cap, he intentat no tant per representar Déu en la imatge paterna que tendeix a caracteritzar el Cristianisme, sinó més aviat per representar l'aspecte maternal de bon cor de Déu que ens revela en la personalitat de Jesús».

## Adaptacions
- Masahiro Shinoda va dirigir la pel·lícula del 1971 Chinmoku, una adaptació de la novel·la.[5]
- Va ser adaptat per João Mário Grilo a la pel·lícula Os Olhos da Ásia el 1996.[6]
- El compositor i poeta Teizo Matsumura va escriure el llibret i la música per a una òpera amb el mateix títol, que s'estrenà al Nou Teatre Nacional de Tòquio el 2000.[7]
- La novel·la va inspirar la Simfonia N.3 Silenci, composta el 2002 pel músic escocès James MacMillan.[8]
- En novembre del 2016 s'estrenà la pel·lícula Silence, dirigida per Martin Scorsese i escrita per Jay Cocks. El repartiment inclou Andrew Garfield, Adam Driver, Liam Neeson, Tadanobu Asano i Ciarán Hinds.[9]